# Autoba perrufa
Autoba perrufa là một loài bướm đêm trong họ Erebidae.